# غمرين
غمرين إحدى قرى مركز منوف التابع لمحافظة المنوفية بجمهورية مصر العربية.

## التاريخ
قرية غمرين من القرى القديمة، حيث وردت باسم «بني يغمرين» في أعمال المنوفية ضمن قرى الروك الناصري التي أحصاها ابن الجيعان في كتاب «التحفة السنية بأسماء البلاد المصرية». وفي العصر العثماني وردت باسم «بني يغمرين» في التربيع العثماني الذي أجراه الوالي العثماني سليمان باشا الخادم في عصر السلطان العثماني سليمان القانوني ضمن قرى ولاية المنوفية، وفي تاريخ 1228هـ/1813م الذي عدّ قرى مصر بعد المسح الذي قام به محمد علي باشا باسم «غمرين» ضمن قرى مديرية المنوفية.

## السكان
بلغ عدد سكان غمرين 19,687 نسمة، منهم 10115 رجل و9572 إمرأة، حسب الإحصاء الرسمي لعام 2006.